# Merkury i Argus

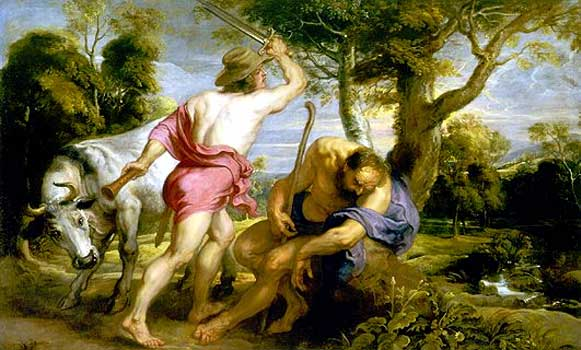
Merkury i Argus, 1636, 179 × 297 cm, Prado

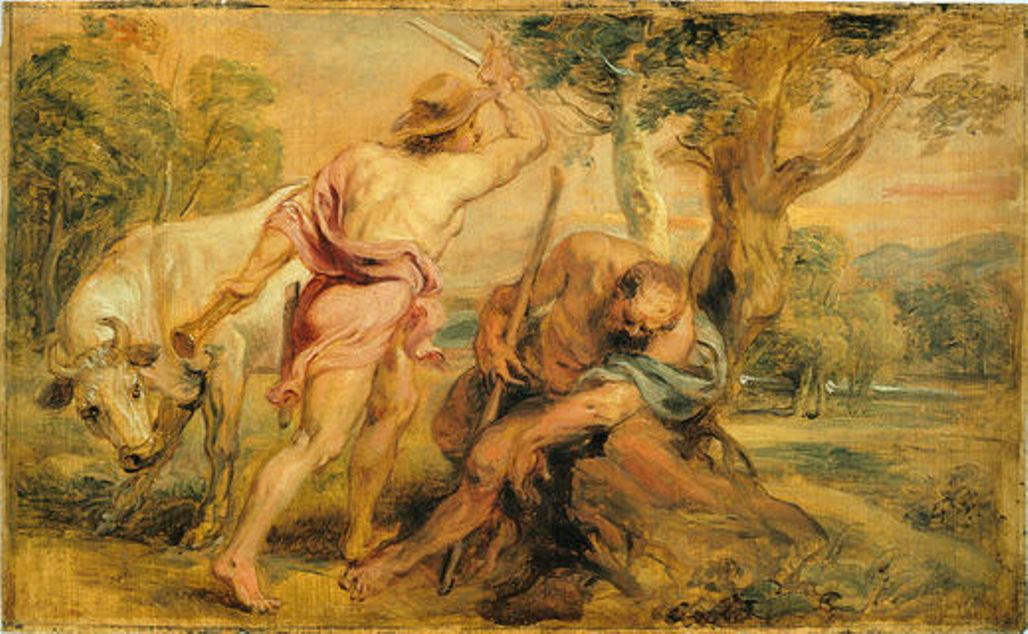
Merkury i Argus, 1636

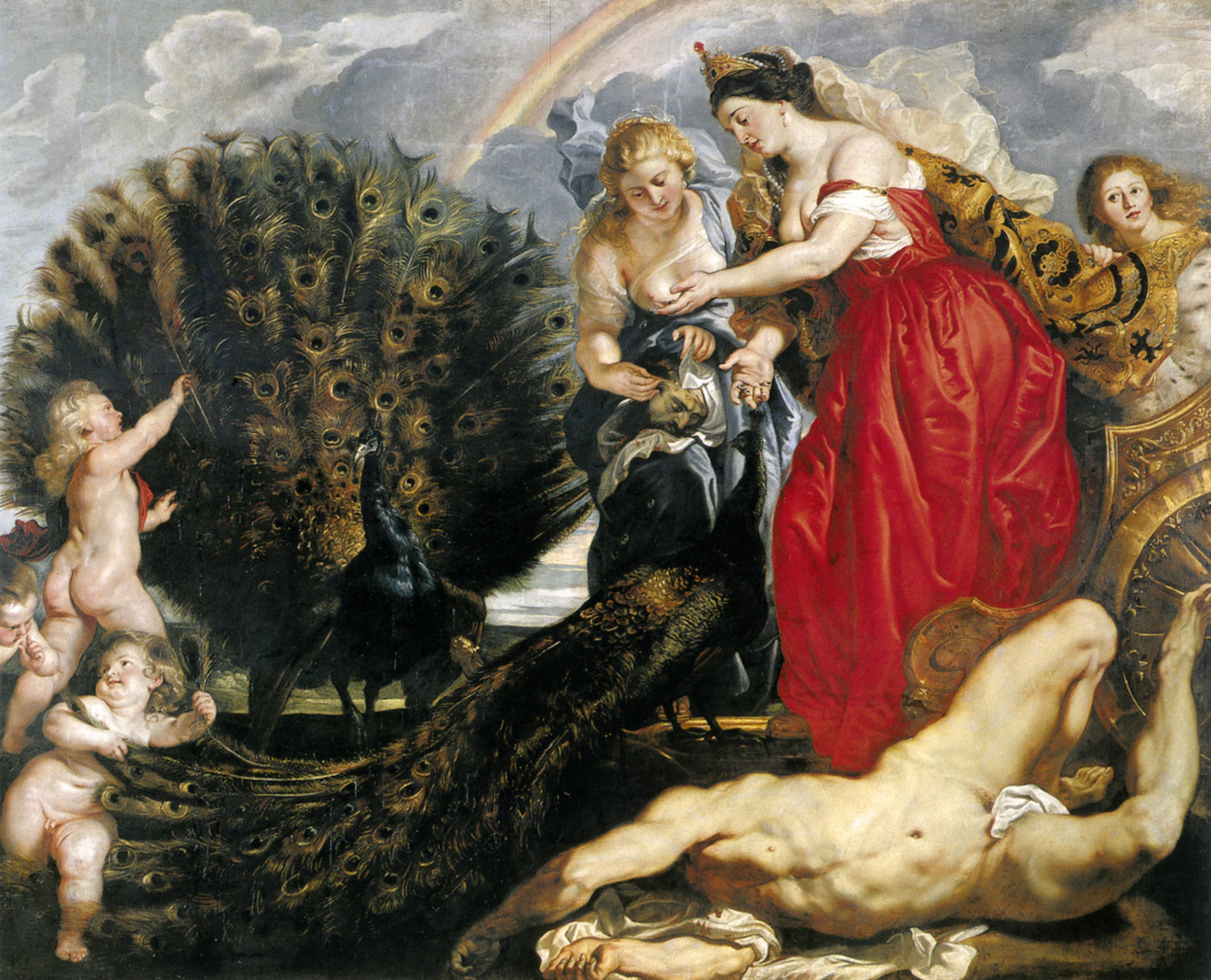
Rubens, Argus i Junona obraz z 1610

Merkury i Argus (niderl. Mercurius speelt Argus in slaap) – obraz olejny flamandzkiego malarza Petera Paula Rubensa.

## Geneza
Temat obrazu został zaczerpnięty z Metamorfoz Owidiusza. Opisany epizod opowiada o żądzy Jowisza do ziemianki Io. By swoją zdradę ukryć przed żoną Junoną, bóg przybrał postać obłoku i pod tą postacią posiadł dziewczynę. Junona dowiedziała się jednak o zdradzie męża, który dla jej zmylenia zamienił kochankę w jałówkę. Bogini zmusiła go, by podarował jej zwierzę, które z kolei oddała w opiekę stuokiemu olbrzymowi Argusowi. Jowisz, nie mogąc znieść męczarni Io, posłał Merkurego, aby ten zabił olbrzyma. Merkury przybył na ziemię pod postacią pasterza i grając na piszczałce poprowadził stado w pobliże miejsca, w którym odpoczywał Argus. Strażnik, nie znając instrumentu, poprosił pasterza, by zagrał mu podczas spożywania posiłku. Merkury przysiadł koło olbrzyma i grając na zaczarowanej piszczałce uśpił go, a następnie zabił: 

Wszystkie oczyska Argusa już śpią zamknięte. Umilkł Merkury i różdżką swoją jeszcze silniejszym snem morzy sklejone oczy. Natychmiast ścina chwiejącą się głowę ciosem zakrzywionego miecza w kark potwora. Buchającego krwią strąca ze skały, tak że krew splamiła górskie kamienie (Owidiusz, „Metamorfozy” 714–720).

## Opis obrazu
Rubens przedstawił moment, gdy Merkury jeszcze gra na piszczałce, a Argus już zapada w sen. Posłaniec bogów został ukazany nago z czerwonym płaszczem zwisającym na lewym ramieniu oraz w skrzydlatej czapce, będącej jego atrybutem. W wersji Owidiusza posłaniec nie miał na głowie czapki, aby nie wzbudzić podejrzeń olbrzyma. W prawej ręce Merkury trzyma piszczałkę, na której przygrywa usypiającą melodię, a w ukrytej prawej dłoni trzyma miecz. Jego wzrok skupiony jest na karku Argusa, gdyż zamierza odciąć strażnikowi głowę. Argus przedstawiony został w pozycji skulonej, z zamkniętymi oczyma. Większość artystów przedstawiała olbrzyma z jedną parą oczu, mimo iż w rzeczywistości miał ich sto. Po prawej stronie stoi biała jałówka, która przypatruje się scenie.
W tle Rubens umieścił dwa inne motywy związane z mitem. Po lewej stronie widać Argusa siedzącego tyłem do jałówki. Owidiusz pisał: „Zawsze ją widzi, choćby tyłem odwrócony”, artysta wiernie przedstawił ten motyw. W centralnej części dzieła, na górze, widać Junonę przemieszczającą nieboskłon w powozie ciągniętym przez pawie. Spóźniona, nie jest ona w stanie uratować swojego strażnika. Dramatyczność sceny kontrastuje z sielankowym krajobrazem widocznym w tle.

## Proweniencja
W 1742 roku obraz został nabyty przez króla Polski Augusta III Sasa.

## Pozostałe wersje
Rubens namalował kilka wersji tego mitu. W 1636 roku powstała druga wersja dla króla hiszpańskiego Filipa IV. Podobnie jak we wcześniejszej, Argus śpi pod drzewem, nieświadom tego co się za chwilę stanie. Merkury został przedstawiony w sytuacji, gdy zamierza się mieczem by odciąć głowę olbrzymowi. W prawej ręce trzyma miecz, który we wcześniejszej wersji chował w ukryciu. W lewej ręce nadal trzyma czarodziejska piszczałkę. Tylko jałówka zmieniła stronę i teraz stoi za postacią posłańca bogów. Dramatyczna scena nadal kontrastuje z sielankowym krajobrazem. Po prawej stronie znajduje się rzeka, być może jest to nawiązanie do boga rzeki Inachusa, ojca Io.
Wiele lat wcześniej, w 1610 roku, Rubens namalował obraz przedstawiający wydarzenia, jakie nastąpiły po zabiciu Argusa. Dzieło pt. Junona i Argus przedstawia Junonę, która przybyła na swoim rydwanie i wydobywa z rzeki głowę olbrzyma. Jego oczy umieszcza na ogonie pawia.
Około 1977 roku obraz Rubensa znalazł się na niemieckich znaczkach pocztowych.